# Kirishitan

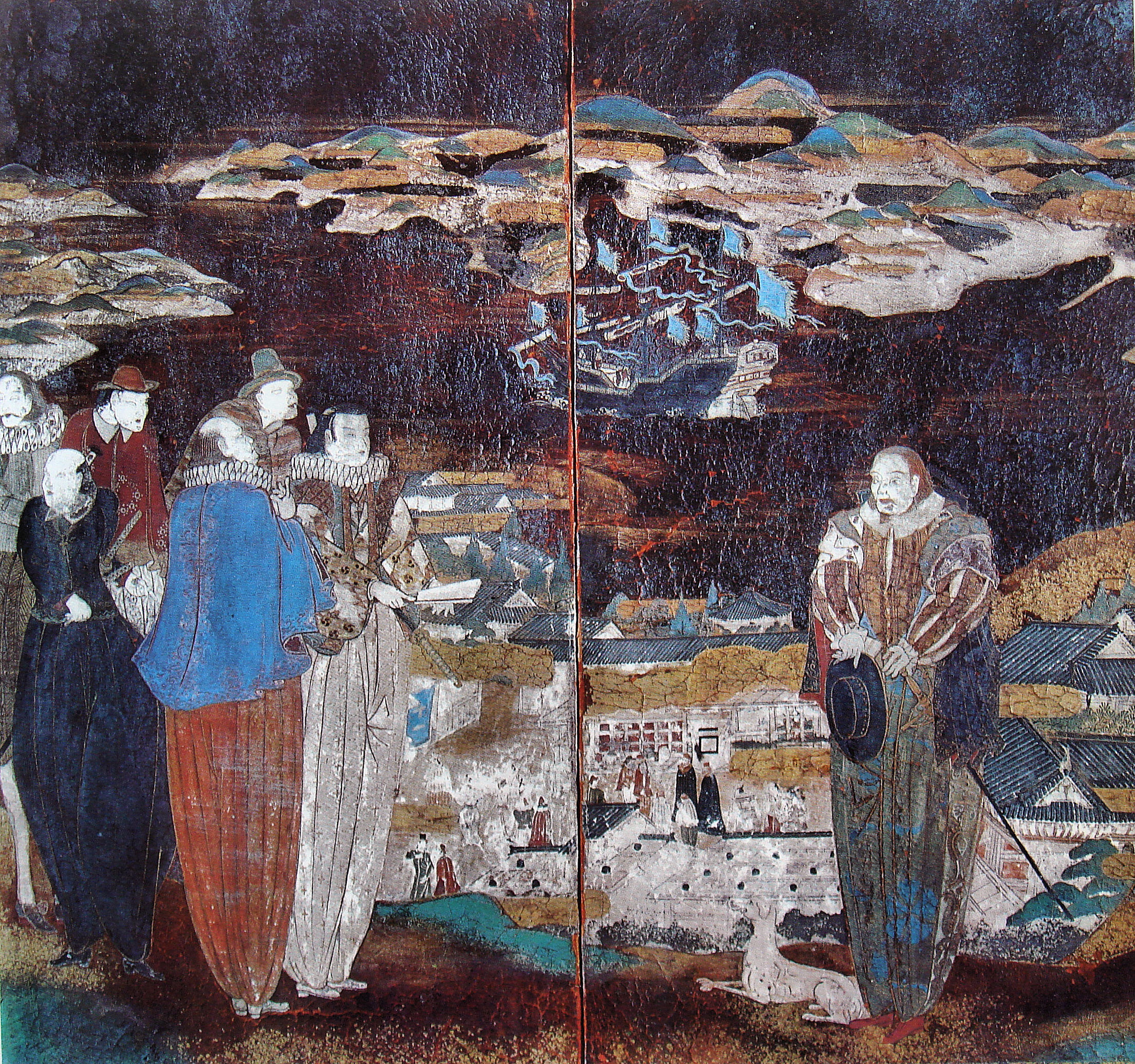
Cristianos japoneses ataviados con vestimentas portuguesas.

Kirishitan (en katakana キリシタン, en kanji por escritura fonética 吉利支丹 o 切支丹) significa cristiano(s) en japonés y hoy es usado como un término historiográfico en los textos japoneses para los cristianos en Japón en los siglos XVI y XVII. La palabra kirishitan proviene del portugués cristão (cristiano). Además, los misioneros eran conocidos en Japón como bateren, pateren (ambos provenientes de padre) o iruman (de irmão, hermano). La denominación moderna para el cristianismo en Japón es kirisuto kyo (キリスト教).
Las actividades misioneras católicas en Japón comenzaron en 1549 desempeñadas exclusivamente por los jesuitas auspiciados por los portugueses hasta que las órdenes mendicantes auspiciadas por los españoles lograron entrar a Japón en el período de los Reinos Combatientes. El cristianismo fue perseguido en numerosas partes del país, ocurriendo matanzas; los cristianos eran considerados una secta y celebraban sus ritos en cuevas y sitios ocultos. El cristianismo dejó de existir públicamente en la Era Tokugawa en el siglo XVII.

## Historia
Los misioneros cristianos católicos eran conocidos como bateren (de la palabra portuguesa padre) o iruman (del portugués irmão, "hermano"). Ambas transcripciones 切支丹 y 鬼利死丹 entraron en uso durante el período Edo cuando el cristianismo era una religión prohibida. El kanji usado para la transcripción tiene connotaciones negativas. 
Barcos portugueses comenzaron a llegar a Japón en 1543, y la actividad de los misioneros en Japón comenzó en serio en 1549, principalmente por jesuitas patrocinados por Portugal, hasta órdenes mendicantes, apoyadas por España, como los franciscanos y los dominicos, entraron a Japón. De los 95 jesuitas que trabajaban en Japón hacia 1600, 57 eran portugueses, 20 eran españoles y 18 italianos. San Francisco Javier, Cosme de Torres (un sacerdote jesuita) y el padre Juan Fernández fueron los primeros que llegaron a Kagoshima con la esperanza de llevar el cristianismo católico a Japón. En su apogeo, se estima que había cerca de 300.000 cristianos en Japón. El catolicismo fue posteriormente perseguido en varias partes del país y dejó de existir públicamente en el siglo XVII. 

## Línea de demarcaciones entre Portugal y España

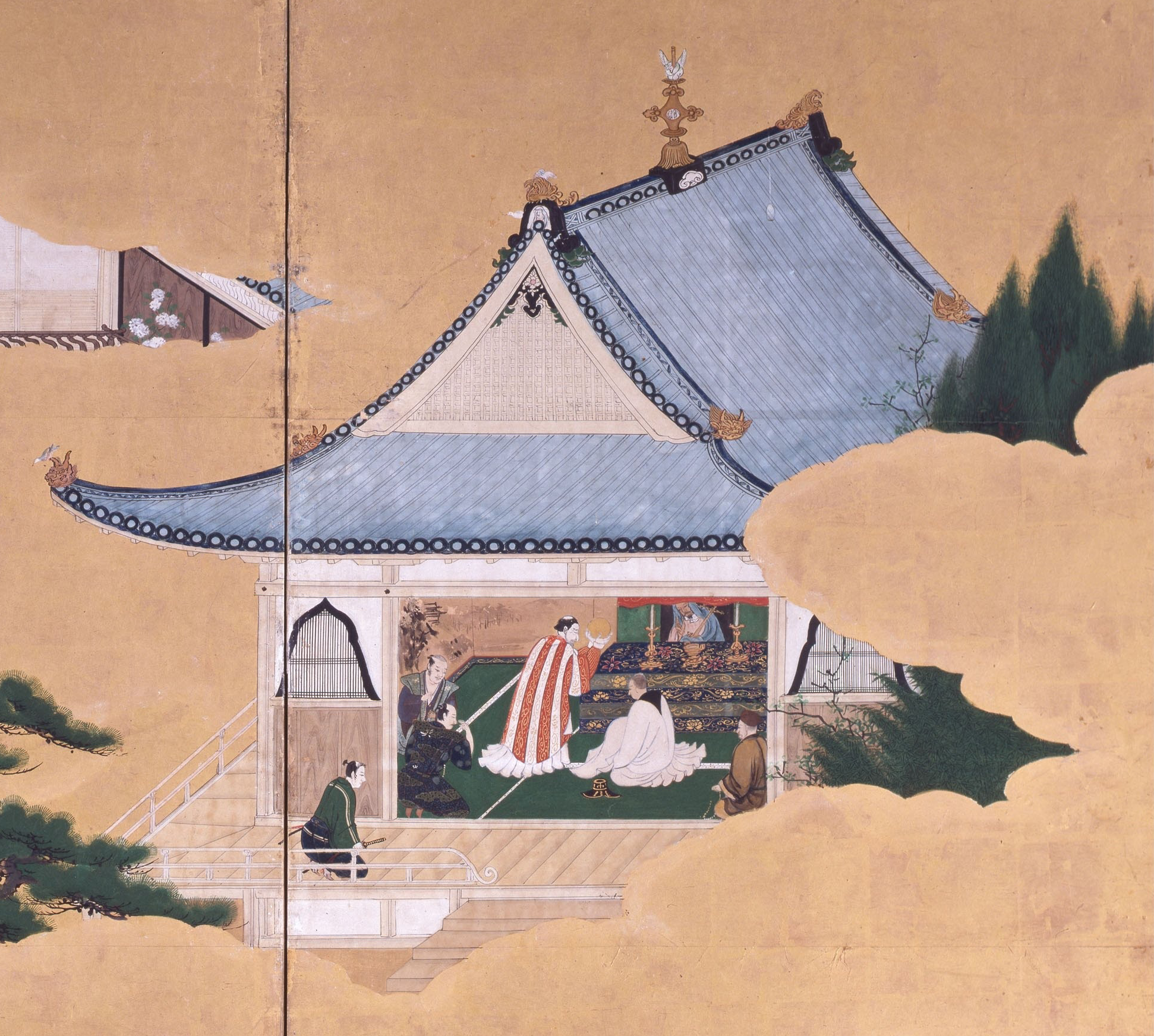
Celebración de una misa cristiana en Japón.

La religión era una parte integral del Estado y la evangelización se consideraba que tenía beneficios seculares y espirituales tanto para Portugal y España. En efecto, la bulas de donación del Papa Alejandro VI mandaron a los Reyes Católicos españoles para adoptar tales medidas. Dondequiera que España y Portugal intentaron ampliar sus territorios o su influencia los misioneros pronto iban. Por el Tratado de Tordesillas las dos potencias dividieron el mundo entre ellas en esferas de influencia exclusiva, comercio y colonización. Aunque en el momento de la demarcación ninguna nación tenía contacto directo con Japón, la nación cayó en la esfera de los portugueses. 
Los países se disputan la atribución de Japón. Dado que no podía colonizarlo, el derecho exclusivo de propagar el cristianismo en Japón significaba el derecho exclusivo de comerciar con ese país. Los jesuitas portugueses fueron patrocinados bajo el liderazgo de Alessandro Valignano quien tomó la iniciativa de hacer proselitismo en Japón pese a la oposición de los españoles. El hecho consumado fue aprobado en la bula del Papa Gregorio XIII de 1575, que decidió que Japón fuera dominado por la portuguesa diócesis de Macao. En 1588, la diócesis de Funai (Nagasaki) fue fundada bajo la protección de Portugal.
Rivalizando con los jesuitas, España patrocinó a los frailes de las órdenes mendicantes que entraron en Japón a través de Manila, Filipinas. Al criticar las actividades de los jesuitas, ellos presionaron activamente al papa. Sus campañas provocaron el decreto de 1600 de Clemente VIII, que permitió a frailes españoles entrar en Japón a través de las Indias portuguesas, y el decreto de 1608 de Paulo V, que suprimió las restricciones a la ruta. Los portugueses acusaron a los jesuitas españoles de trabajar para su país en lugar de su patrocinador. La lucha por el poder entre los jesuitas y las órdenes mendicantes provocó un cisma dentro de la diócesis de Funai. Por otra parte, las órdenes mendicantes trataron en vano de establecer una diócesis en la región de Tohoku que iba a ser independiente de los portugueses.
El orden del mundo católico fue impugnado por Holanda e Inglaterra. A principios del siglo XVII Japón creó relaciones comerciales con Holanda e Inglaterra. Aunque esta se retiró de las operaciones en diez años debido a la falta de rentabilidad, Holanda siguió el comercio con Japón y se convirtió en el único país europeo que mantuvo relaciones comerciales con Japón hasta el siglo XIX. Como competidores comerciales, los países protestantes estaban comprometidos en una campaña negativa contra el catolicismo, y posteriormente afectó la política del shogunato hacia los reinos ibéricos. Las políticas coloniales de España y Portugal también fueron impugnadas por la Iglesia católica en sí. La Santa Sede fundó la Congregación de Propaganda de la Fe en 1622 y trató de separar a la Iglesia de la influencia de los reinos ibéricos; sin embargo, ya era demasiado tarde para Japón.

## Estrategia de propagación

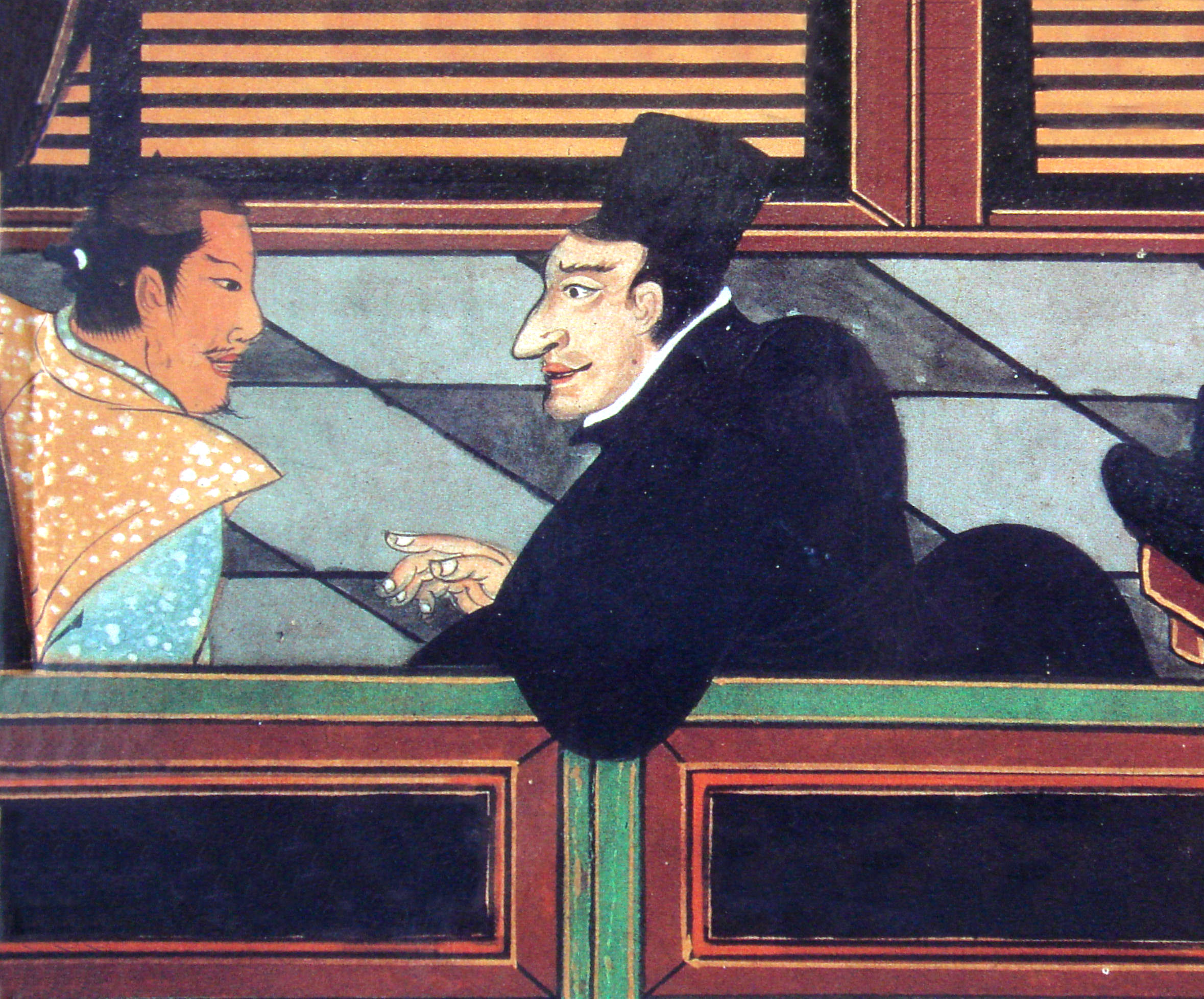
Un jesuita con un noble japonés, cerca del año 1600.

Los jesuitas creían que era mejor tratar de influir en las personas nobles y luego permitir que la religión se pasara a los plebeyos más tarde. Ellos trataron de evitar sospechas al no predicar a los plebeyos sin el permiso de los gobernantes locales para propagar el catolicismo en sus dominios. Como resultado, varios daimyo (nobles) se convirtieron al cristianismo, que pronto serían seguidos por muchos de sus súbditos tan pronto como los dominicos y agustinos fueron capaces de comenzar a predicar a la gente común. Después del edicto prohibiendo el cristianismo, fueron las comunidades que mantuvieron la práctica de catolicismo sin tener ningún contacto con la Iglesia hasta que los misioneros pudieron regresar a mediados del siglo XIX; cuando San Francisco Javier desembarcó en Kagoshima, los principales jefes de las dos ramas de la familia Shimazu, Sanehisa y Katsuhisa, estaban en guerra por la soberanía de sus tierras. Katsuhisa, adoptó a Shimazu Takahisa que en 1542 fue aceptado como jefe del clan de haber recibido previamente los comerciantes portugueses en la isla de Tanegashima, aprendiendo sobre el uso de las armas de fuego. Más tarde, conoció a Javier mismo en el castillo de Uchiujijo y permitió la conversión de sus vasallos.

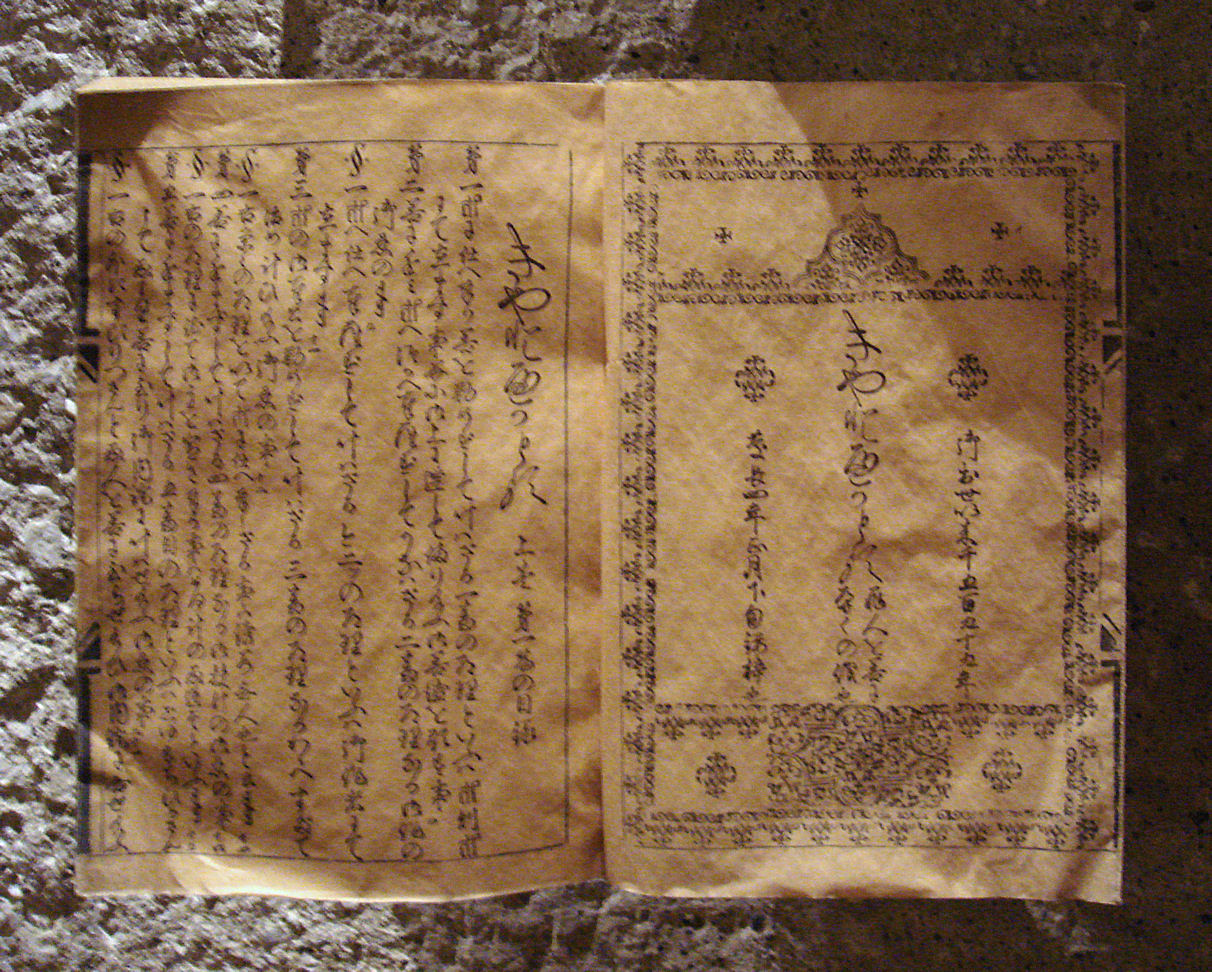
Libro kirishitan en japonés,.

Teniendo un fondo religioso, Takahisa demostró ser benevolente y permitió la libertad de culto, pero sin ayudar a los misioneros ni favoreciendo a su iglesia. Al no encontrar un camino hacia el centro de las cosas, la corte del emperador, Javier pronto se cansó y se fue a Yamaguchi comenzando así el período de Yamaguchi. Javier se quedó en Yamaguchi durante dos meses en camino a una frustrada audiencia pública con el emperador en Kioto. Yamaguchi era una ciudad próspera y refinada y sus líderes, la familia Ouchi, eran conscientes de que el viaje de Javier a Japón había comenzado después de la finalización de su misión en la India. Tomaron el catolicismo como algún tipo de nueva secta del budismo y tenían curiosidad de saber de la doctrina del sacerdote. Tolerantes pero astutos, sus ojos estaban fijados más sobre el bautismo que sobre los cargamentos portugueses de Macao, concedieron el permiso al jesuita para predicar. Javier salió a las calles de la ciudad denunciando, entre otras cosas, el infanticidio, la idolatría y la homosexualidad (siendo esta última ampliamente aceptada en el momento). Los malentendidos eran inevitables.
Libros cristianos fueron publicados en japonés de la década de 1590 en adelante, algunos de ellos con más de un millar de ejemplares y desde 1601 se estableció una imprenta bajo la supervisión de Tomás Soin Goto, ciudadano de Nagasaki con 30 japoneses que trabajaban a tiempo completo en la prensa. Los calendarios litúrgicos también fueron impresos después de 1592 hasta al menos 1634. La solidaridad cristiana hizo también posible la entrega de correo misionero en todo el país hasta finales de la década de 1620. Entre los misioneros jesuitas se destacaron, además de Valignano, el portugués João Rodrigues y los italianos Giuseppe Chiara y Marcello Mastrilli; Rodrigues fue aprobado por los shogunes Toyotomi Hideyoshi y Tokugawa Ieyasu y participó en la administración de Nagasaki.

## Naturaleza de la primera comunidad cristiana

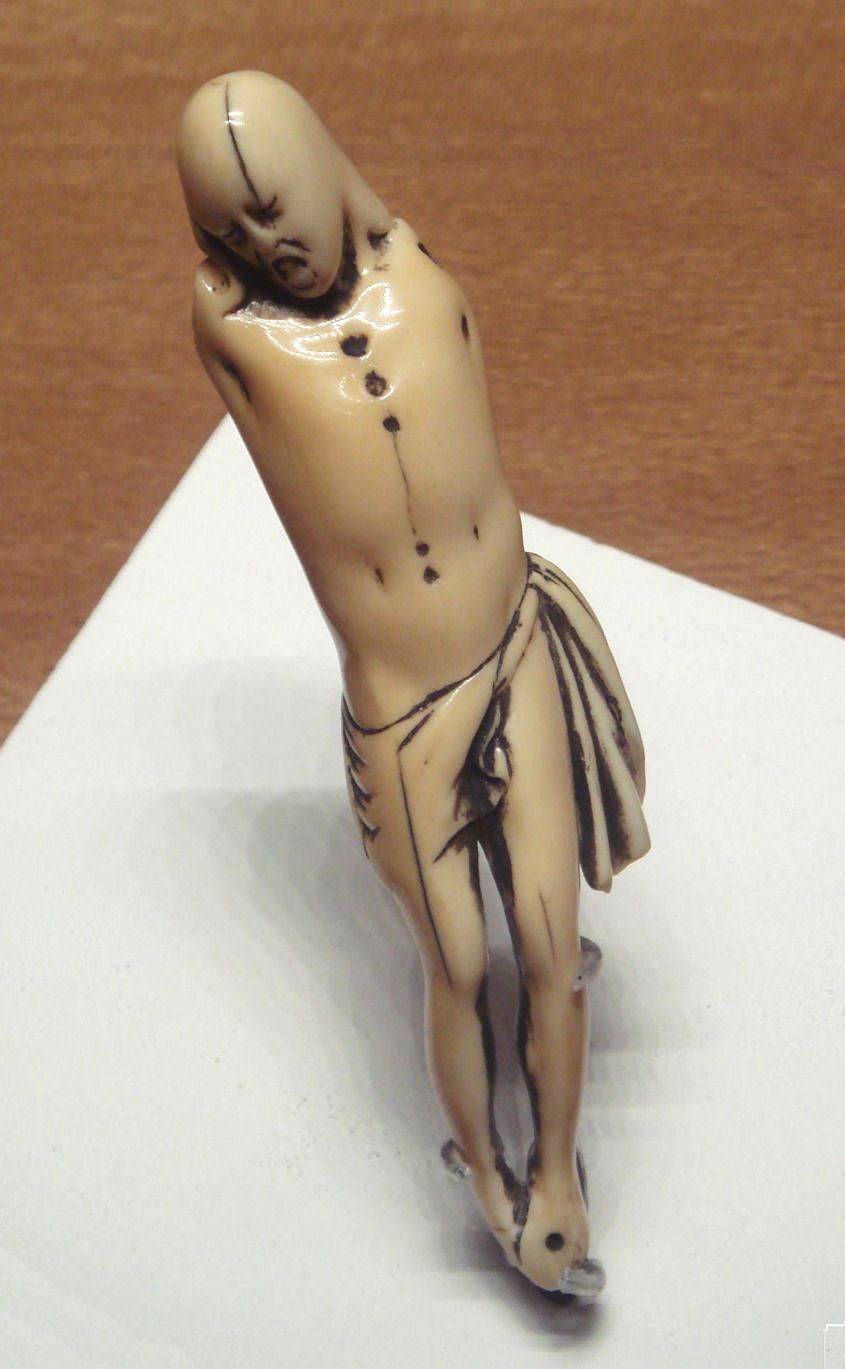
Netsuke representando a Cristo,, Japón.

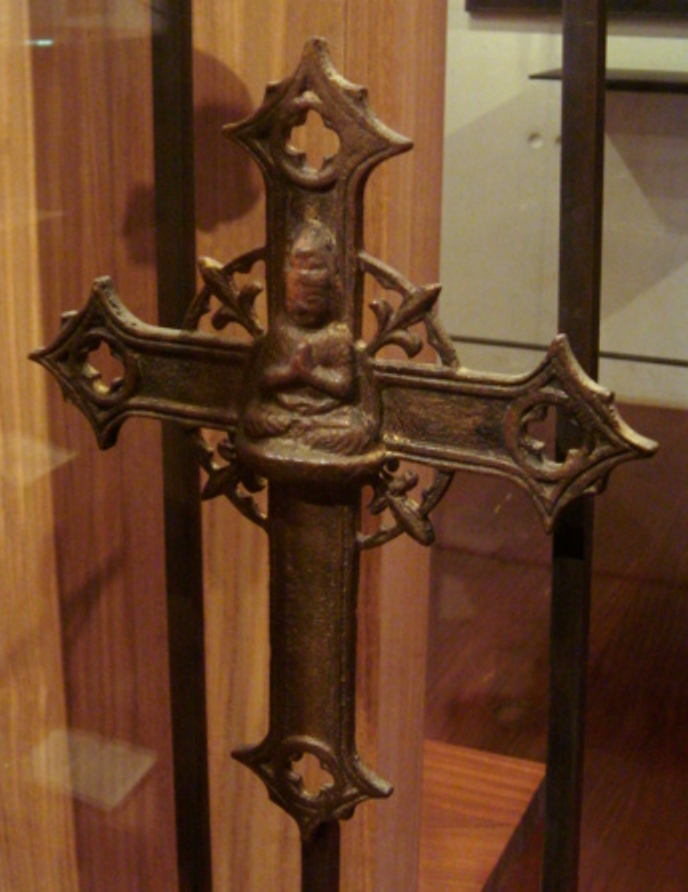
Crucifijo kirishitan japonés,. Sociedad de las Misiones Extranjeras de París.

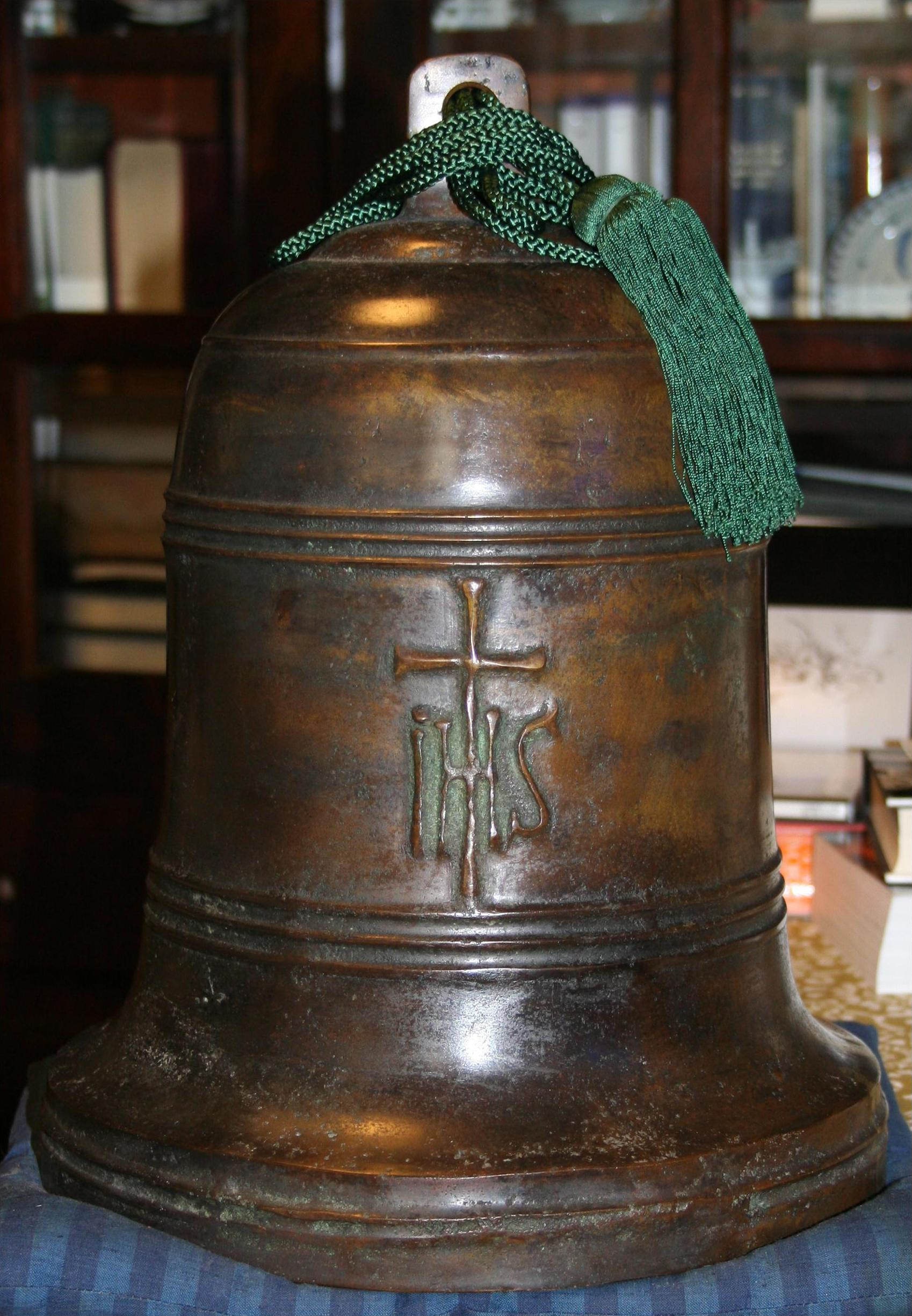
Campana luso-japonesa, 1570, Colección Nantoyōsō, Japón.

Los diferentes grupos de laicos apoyaron la vida cristiana en la misión japonesa, por ejemplo: los dōjuku, los kanbo y los jihiyakusha ayudaron a los clérigos en actividades como la celebración de la liturgia dominical en ausencia del clero ordenado, la educación religiosa, la preparación de las confesiones y el apoyo espiritual de los enfermos. A finales del siglo XVI los kanbo y los jihiyakusha tenían responsabilidades similares y también organizaban funerales y bautizaban niños con el permiso para bautizar de Roma. El kanbo era el que había abandonado la vida secular, pero no tomaba formalmente los votos, mientras que el jihiyakusha se casaba y tenía una profesión.
Estos grupos fueron fundamentales para la misión y ellos mismos dependían tanto de la jerarquía eclesiástica, así como los señores de la guerra que controlaban las tierras en las que vivían. Por lo tanto, el éxito de la misión japonesa no puede explicarse solo como el resultado de la acción de un grupo de misioneros o de los intereses comerciales y políticos de unos pocos daimyos y los comerciantes. Al mismo tiempo los misioneros se enfrentan a la hostilidad de muchos otros daimyo. El cristianismo desafiaba la civilización japonesa. Una comunidad laica militante, la principal razón para el éxito misionero en Japón, fue también la razón principal de la política anticristiana del bakufu Tokugawa.

## Política hacia el catolicismo

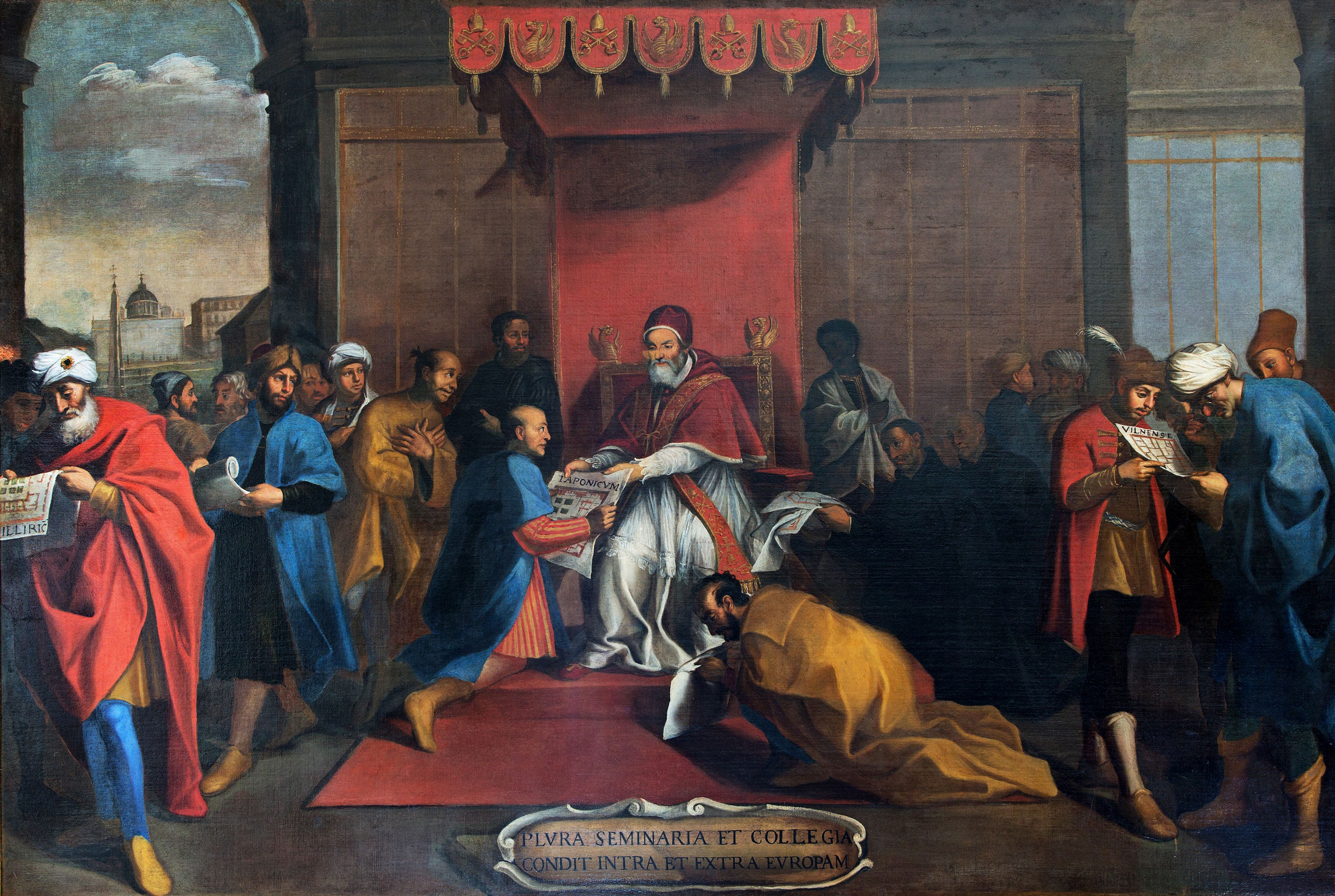
Embajada japonesa de Mancio Ito, con el Papa Gregorio XIII en 1585.

Cuando San Francisco Javier llegó Japón estaba experimentando una guerra civil en todo el país. Ni el emperador ni el shogun Ashikaga podían ejercer poder sobre la nación. Al principio Javier planeaba obtener el permiso, para la construcción de una misión, del emperador, pero estaba decepcionado con la devastación de la residencia imperial. Los jesuitas se acercaron a los daimyo en el suroeste del país y lograron convertir a algunos de estos daimyo. Una de las razones para su conversión puede haber sido el comercio portugués en el que los jesuitas actuaron como intermediarios; los jesuitas lo reconocieron y se acercaron a los gobernantes locales con ofertas de comercio y regalos exóticos.
Los jesuitas trataron de ampliar su actividad a Kioto y las regiones circundantes. En 1559 Gaspar Vilela obtuvo el permiso del shogun Ashikaga Yoshiteru para enseñar el cristianismo católico. Esta licencia era la misma que las dadas a los templos budistas, el tratamiento tan especial no pudo ser confirmado con respecto a los jesuitas. Por otro lado el emperador Ogimachi emitió edictos para prohibir el catolicismo en 1565 y 1568. Las órdenes del emperador y el shogun hicieron el cambio.
Los cristianos se refieren positivamente a Oda Nobunaga, quien murió en medio de la unificación de Japón. Favoreció al misionero jesuita Luis Frois y generalmente toleraba el cristianismo. Pero, en general, no se llevó a cabo ninguna política notable hacia el catolicismo. En realidad, el poder católico en su dominio era trivial porque no conquistó el oeste de Japón, donde se ubicaban los jesuitas. En 1579, en el apogeo de la actividad misionera, había cerca de 130,000 conversos.

## Toyotomi Hideyoshi y los daimyos cristianos

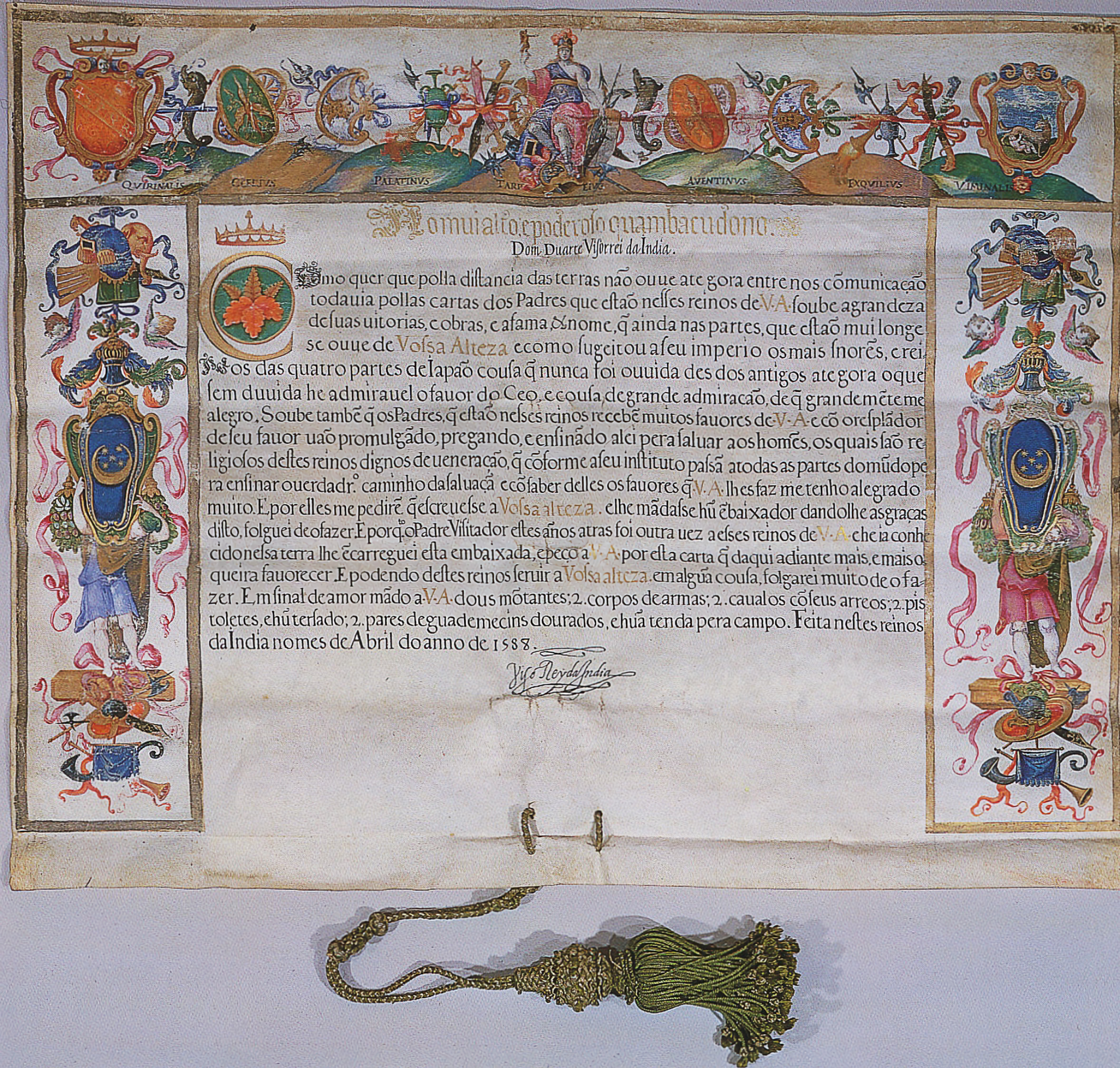
Carta de Duarte de Meneses, virrey de la India portuguesa, al daimyo Toyotomi Hideyoshi, fechada en abril de 1588, al respecto de la supresión de los cristianos, Tesoro Nacional de Japón.

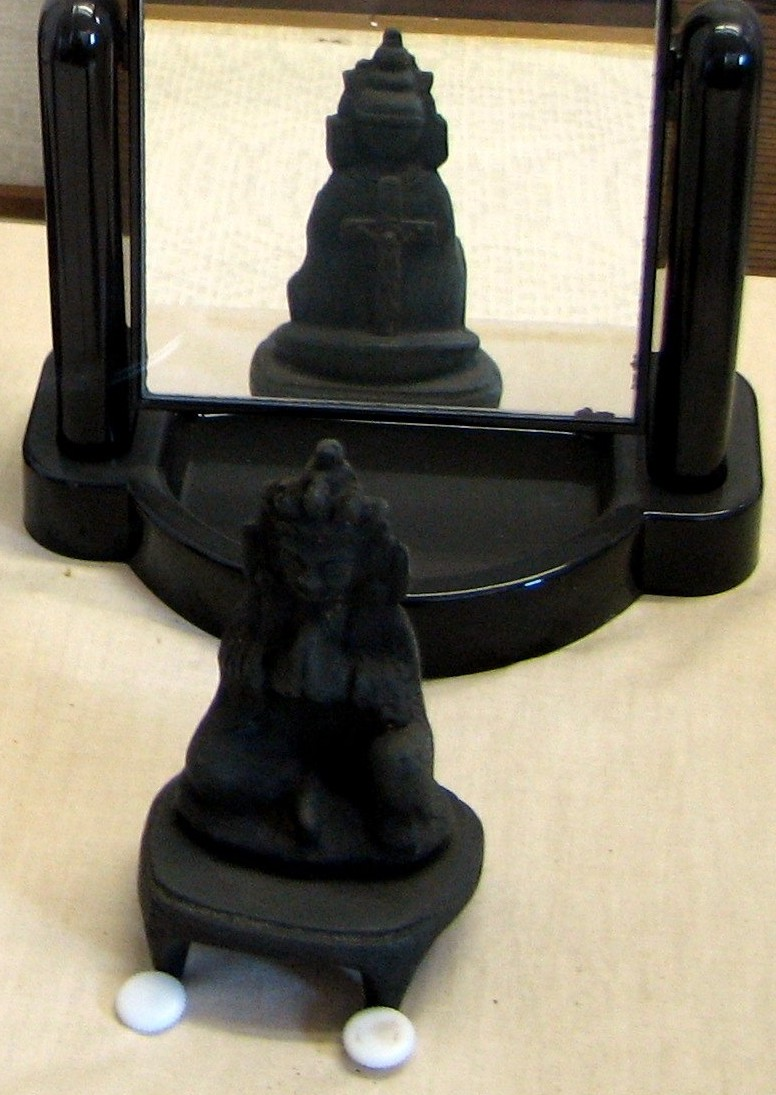
Estatua budista con un crucifijo oculto por detrás, usado por los cristianos japoneses para disfrazar sus verdaderas creencias.

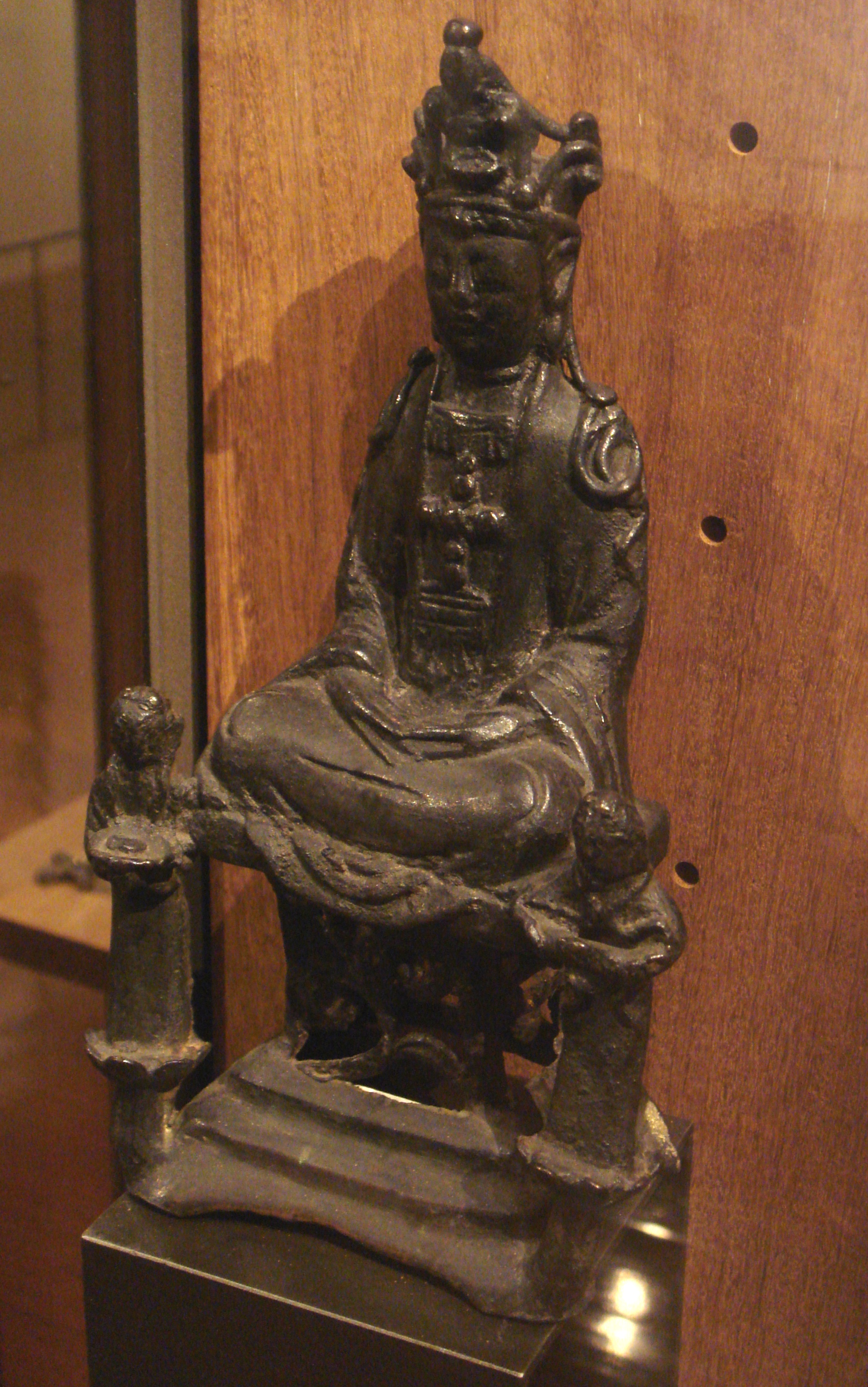
Virgen María caracterizada como Kannon, culto kirishitan, Japón. Salle des Martyrs, Sociedad de las Misiones Extranjeras de París.

La situación cambió cuando Toyotomi Hideyoshi reunificó Japón. Una vez que se convirtió en el gobernante del país Hideyoshi comenzó a prestar atención a las amenazas externas, en particular la expansión del poder europeo en Asia oriental. El punto de inflexión para las misiones católicas fue el incidente del barco San Felipe, donde en un intento de recuperar su carga, el capitán español de un barco mercante español naufragado afirmó que los misioneros estaban allí para preparar a Japón para la conquista. Estas afirmaciones hechas a Hideyoshi lo hicieron sospechar de la religión extranjera. Él trató de frenar el catolicismo manteniendo buenas relaciones comerciales con Portugal y España, que podría haber proporcionado apoyo militar a Takayama Ukon, un daimyo cristiano en el oeste de Japón. Muchos daimyos convertidos al cristianismo a fin de obtener un acceso más favorable al salitre, usado para fabricar pólvora. Entre 1553 y 1620 86 daimyos fueron bautizados oficialmente y muchos más simpatizaban con los cristianos.
En 1587, Toyotomi se había alarmado, no a causa de los muchos conversos, sino más bien porque se enteró de que los señores cristianos supuestamente supervisaban conversiones forzadas de los plebeyos, que se habían acuartelado en la ciudad de Nagasaki, que habían participado en el comercio de esclavos de otros japoneses y, al parecer, ofendieron los sentimientos budistas de Hideyoshi, que permitieron la masacre de caballos y bueyes para comer. 
Después de su invasión de Kyushu, Toyotomi promulgó la bateren tsuihō rei (バテレン追放令?  japonés para "Orden de expulsión de los jesuitas") el 24 de julio de 1587. Consta de 11 artículos: ".. No. 10 Los japoneses no deben vender a los namban (portugueses)". Entre los contenidos también estaba la prohibición de los misioneros. Los jesuitas de Nagasaki consideraban la resistencia armada, pero los planes no llegaron a buen término. Liderados por el padre Gaspar Coelho pidieron ayuda a los daimyos cristianos, pero estos se negaron. Luego llamaron a un despliegue de refuerzos de su patria y sus colonias, pero este plan fue abolido por Valignano. Al igual que los daimyos cristianos, se dio cuenta de que una campaña militar contra el poderoso gobernante de Japón podría llevar a una catástrofe al catolicismo en Japón. Valignano sobrevivió a la crisis poniendo toda la culpa a Coelho, y en 1590 los jesuitas decidieron dejar de intervenir en las luchas entre los daimyo. Solo hicieron envíos secretos de los alimentos y ayuda financiera a los daimyos.
Sin embargo, el decreto de 1587 no se aplicó en particular. A diferencia de los jesuitas, los dominicos, franciscanos y agustinos fueron abiertamente a predicar a la gente común, lo que causó que Toyotomi se preocupara de que los plebeyos con lealtades divididas podrían convertirse en rebeldes peligrosos como la secta Ikko-Ikki; lo que lo condujo a condenar a muerte por crucifixión a los 26 mártires de Japón en diciembre de 1596 y ellos fueron crucificados en Nagasaki el 5 de febrero de 1597. Después de que él murió en 1598, en medio del caos de la sucesión se produjo un enfoque menor en la persecución de los cristianos.

## Expansión

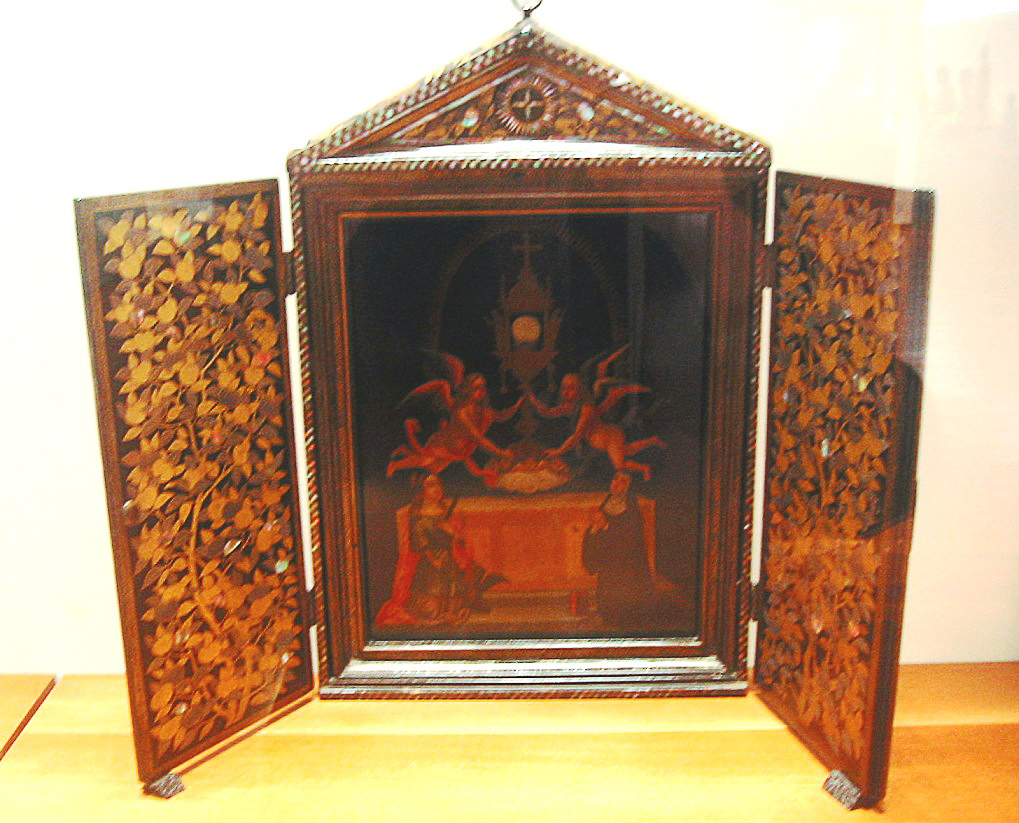
Altar votivo japonés, estilo nanban. Finales del. Museo Guimet.

A finales del siglo XVI la misión japonesa se había convertido en la mayor comunidad cristiana en el extranjero, que no estaba bajo el dominio de una potencia europea. Su singularidad se destacó por Alessandro Valignano que desde 1582 promovió un compromiso más profundo en la cultura japonesa. Japón era entonces el único país extranjero en el que todos los miembros de esas cofradías eran nativos, como era el caso de las misiones cristianas en México, Perú, Brasil, Filipinas o la India, a pesar de la presencia de una élite colonial.
La mayoría de los cristianos japoneses vivían en Kyushu, pero la cristianización no era un fenómeno regional y tuvo un impacto nacional. A finales del siglo XVI era posible encontrar personas bautizadas en prácticamente todas las provincias de Japón, muchas de ellas organizadas en las comunidades. En la víspera de la batalla de Sekigahara (ocurrida el 21 de octubre de 1600), 15 daimyos fueron bautizados, y sus dominios se extendían desde Hyuga en el sureste de Kyushu a Dewa en el norte de Honshu. Cientos de iglesias se construyeron en todo Japón. 
Aceptado a escala nacional, el cristianismo también fue un éxito entre los diferentes grupos sociales desde los pobres hasta los ricos, campesinos, comerciantes, marineros, guerreros o cortesanas. La mayor parte de las actividades diarias de la Iglesia fueron hechas por los japoneses desde el principio, dando a la Iglesia una cara japonesa nativa y esta fue una de las razones de su éxito. Para 1590 había 70 hermanos nativos en Japón, la mitad de los jesuitas en Japón y el 15% de todos los jesuitas que trabajaban en Asia.
En junio de 1592 Toyotomi invadió Corea, entre sus principales generales estaba el daimyo cristiano Konishi Yukinaga. Las acciones de sus fuerzas en la masacre y la esclavitud de muchos coreanos eran indistinguibles de las fuerzas japonesas no cristianas que participaron en la invasión. Después de la muerte de Toyotomi y la derrota de Konishi en la batalla de Sekigahara, éste se negó a cometer seppuku por sus creencias, en lugar de terminar su propia vida escogió la captura y la ejecución.
La guerra de 1592 entre Japón y Corea también proporcionó a los occidentales una rara oportunidad de visitar Corea. Bajo las órdenes de Gomaz, el jesuita Gregorious de Céspedes llegó a Corea con un monje japonés a los efectos de administrar a las tropas japonesas. Permaneció allí durante aproximadamente 18 meses, hasta abril o mayo de 1595, siendo así el récord como el primer misionero europeo en visitar la península de Corea, pero no pudo hacer avances. Las Cartas Anuales de Japón hicieron una contribución sustancial a la introducción de Corea a Europa, San Francisco Javier se había cruzado camino con los enviados de Corea a Japón durante 1550 y 1551.
Las misiones japonesas eran económicamente autosuficientes. Las cofradías de Nagasaki se convirtieron en instituciones ricas y poderosas que cada año recibían grandes donaciones. La hermandad creció en número a más de 100 en 1585 y 150 en 1609. Controlado por la élite de Nagasaki, y no por los portugueses, tenía 2 hospitales (1 de leprosos) y una gran iglesia. En 1606, ya existía una orden religiosa femenina llamada Miyako no Bikuni (monjas de Kioto), que aceptaba conversos coreanos como Marina Pak, bautizada en Nagasaki. Nagasaki fue llamada “la Roma de Japón” y la mayoría de sus habitantes eran cristianos. Para 1611 tenía 10 iglesias y se dividía en 8 parroquias incluyendo una orden específicamente coreana.

## La respuesta Tokugawa

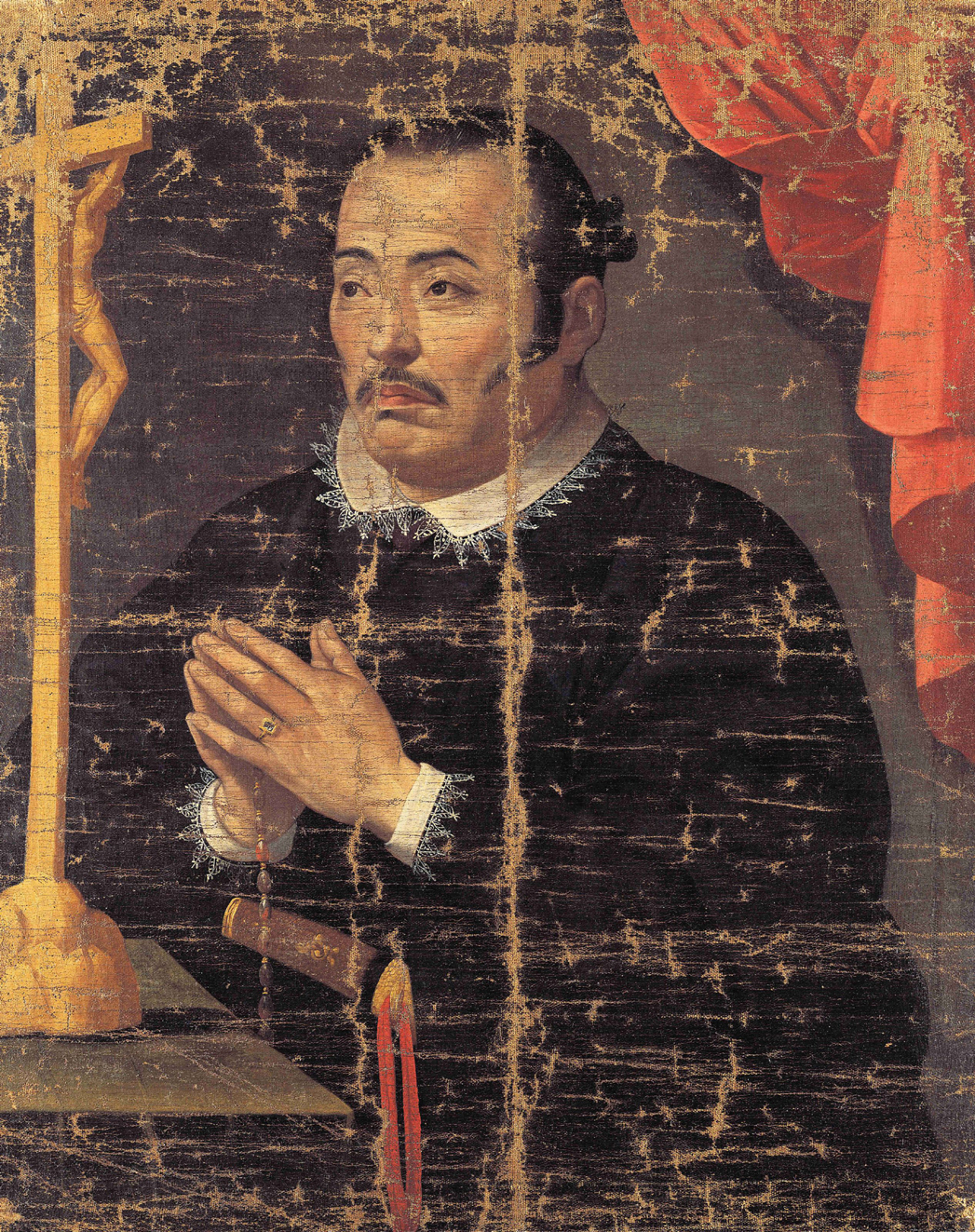
Hasekura Tsunenaga se convirtió al catolicismo en Madrid en 1615.

Tras la muerte de Toyotomi Hideyoshi en 1598, Tokugawa Ieyasu tomó el poder sobre Japón en 1600. Al igual que Toyotomi Hideyoshi no le gustaban las actividades cristianas en Japón, pero dio prioridad a los intercambios con Portugal y España. Él aseguró el comercio portugués en 1600. Negoció con Manila para establecer el comercio con las Filipinas. La promoción del comercio hizo que sus políticas hacia el catolicismo fueran inconsistentes; al mismo tiempo, en un intento de arrebatar el control del comercio de los países católicos con Japón, los comerciantes holandeses y británicos advirtieron al shogunato que España sí tenía ambiciones territoriales y que el catolicismo era el principal medio de España. Los holandeses y británicos prometieron que se limitarían al comercio y no se llevarían a cabo actividades misioneras en Japón.
Parece que los jesuitas se dieron cuenta de que el shogunato Tokugawa era mucho más fuerte y más estable que la administración de Toyotomi Hideyoshi, pero las órdenes mendicantes discutieron abiertamente opciones militares. En 1615, un franciscano emisario del virrey de la Nueva España pidió al shogun tierra para construir una fortaleza española y esto profundizó las sospechas de Japón contra el catolicismo y las potencias ibéricas coloniales detrás de él. Los jesuitas y las órdenes mendicantes mantenían una rivalidad duradera sobre la misión japonesa y se unieron a las diferentes estrategias imperiales. 
El shogunato Tokugawa finalmente decidió prohibir el catolicismo. En la declaración sobre la "Expulsión de todos los misioneros de Japón", elaborado por el monje zen Konchiin Suden (1563-1633) y publicado en 1614 en nombre del segundo shogun Tokugawa Hidetada (gobernó de 1605-1623, hijo de Tokugawa Ieyasu), fue considerada la primera declaración oficial de un control exhaustivo de los Kirishitan. En ella se afirmaba que los cristianos estaban trayendo desorden a la sociedad japonesa y que sus seguidores "contravienen las regulaciones gubernamentales, difaman el sintoísmo, calumnian la ley verdadera, destruyen las regulaciones y corrompen la bondad". Fue completamente implementado como una de las principales leyes Tokugawa. En el mismo año, el bakufu requirió que todas las personas de todos los dominios tendrían que registrarse en su templo budista local. Esto se convertiría en un requisito anual en 1666, consolidando los templos budistas como un instrumento de control del Estado.
La causa inmediata de la prohibición fue un caso de fraude relacionado con Tokugawa Ieyasu, pero también había otras razones detrás de él. El shogunato estaba preocupado por una posible invasión de las potencias coloniales, que había ocurrido anteriormente en el Nuevo Mundo y Filipinas. En el plano interno la prohibición estaba estrechamente relacionada con las medidas contra el clan Toyotomi. Cada templo budista se hizo responsable de verificar que la persona no era un cristiano a través de lo que se conoce como el "sistema de garantía de templo" (terauke seido). Por los años 1630, las personas estaban siendo obligadas a presentar un certificado de afiliación a un templo budista, como prueba de la ortodoxia religiosa, la aceptación social y la lealtad al régimen.
En la primera mitad del siglo XVII el shogunato exigió la expulsión de todos los misioneros europeos y la ejecución de todos los conversos. Esto marcó el fin de la apertura al cristianismo en Japón. El bakufu hizo tablones de anuncios en todo el país en encrucijadas y puentes, entre las muchas prohibiciones que figuraban en estas tablas había advertencias estrictas contra el cristianismo.
La persecución sistemática comenzada en 1614 se enfrentó a una fuerte resistencia de los cristianos, a pesar de la salida de más de la mitad del clero. Una vez más, la razón principal de esta resistencia no era la presencia de algunos sacerdotes, sino la autoorganización de muchas comunidades. Obligada a la clandestinidad y que tiene un pequeño número de clérigos que trabajan ocultos, la Iglesia japonesa fue capaz de reclutar líderes de entre los miembros laicos. Los niños japoneses causaron admiración entre los portugueses y parecen haber participado activamente en la resistencia. Nagasaki siguió siendo una ciudad cristiana en las primeras décadas del siglo XVII y durante las persecuciones generales, otras cofradías se fundaron en Shimabara y Kinai y los franciscanos en Edo, actual Tokio.

## Punto de vista cristiano de la historia de los Kirishitan

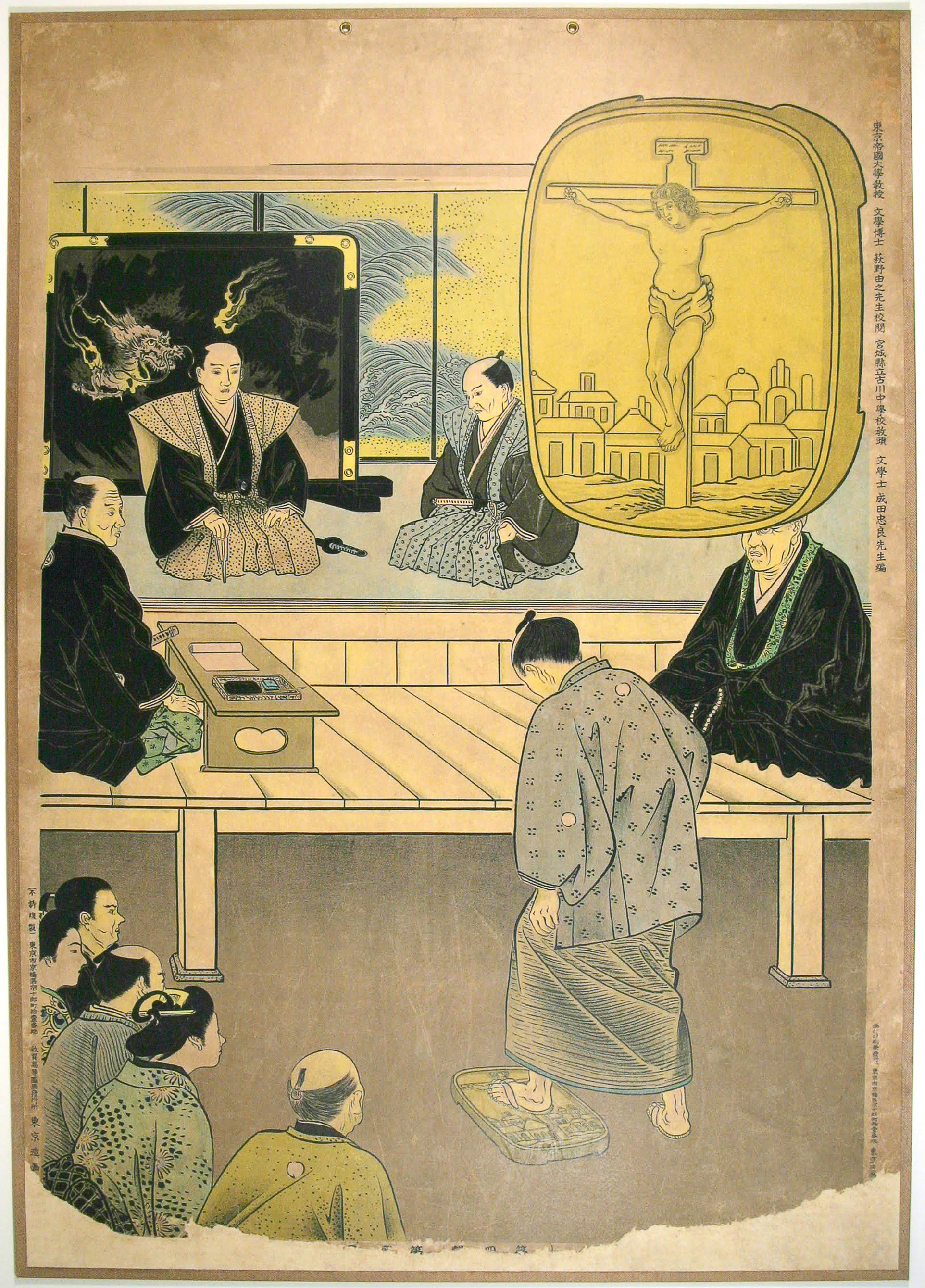
Fumi-e para exponer a los cristianos por el shogunato Tokugawa

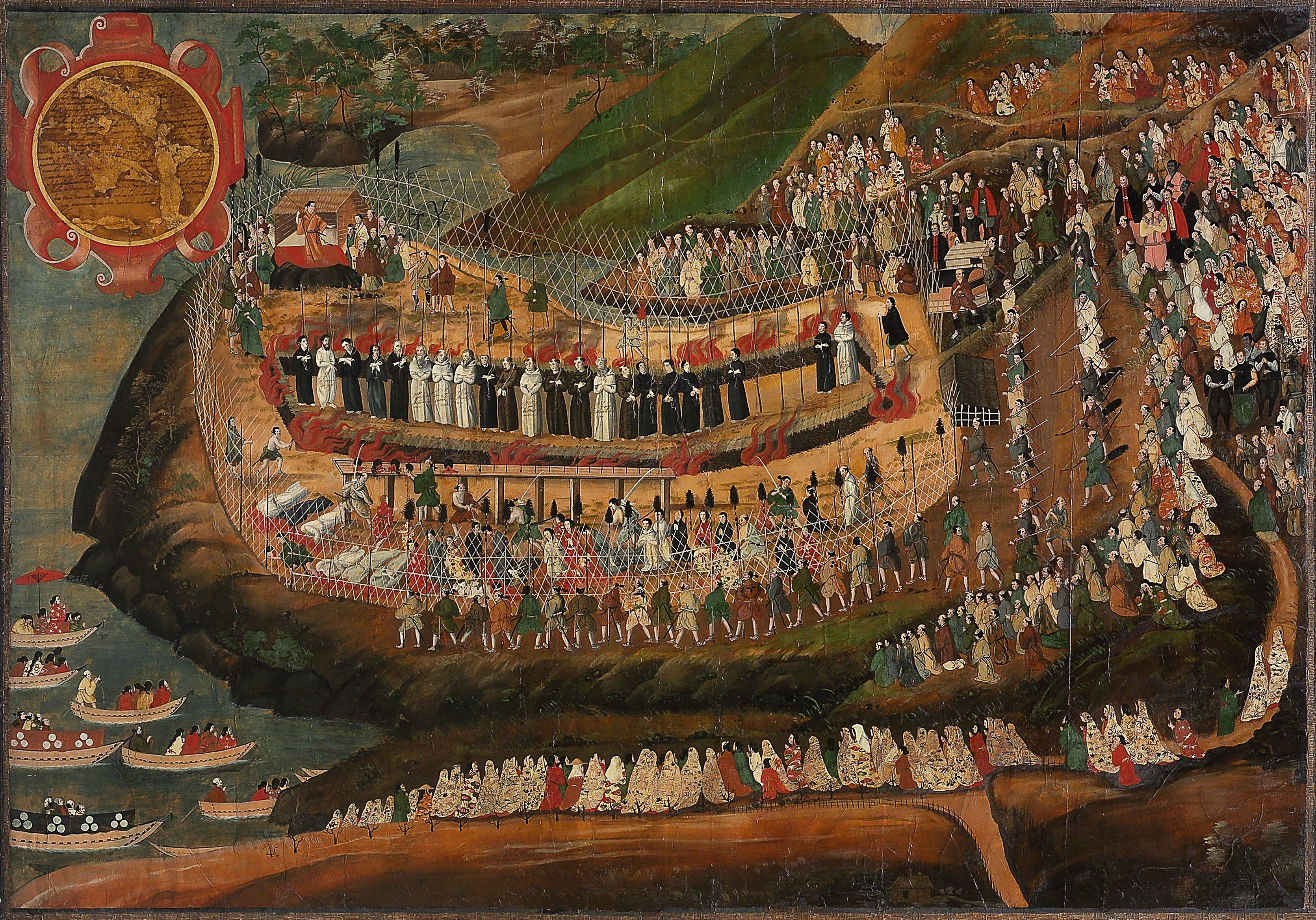
Los mártires cristianos de Nagasaki. Pintura japonesa del.

Se estima que el número de cristianos activos era alrededor de 200.000 en 1582. Había probablemente alrededor de 1,000 mártires conocidos durante el período misionero. Por el contrario, los cristianos atribuyen una gran importancia al martirio y la persecución, y se señala que un sinnúmero de personas más fueron despojadas de sus tierras y bienes muriendo posteriormente en la pobreza.

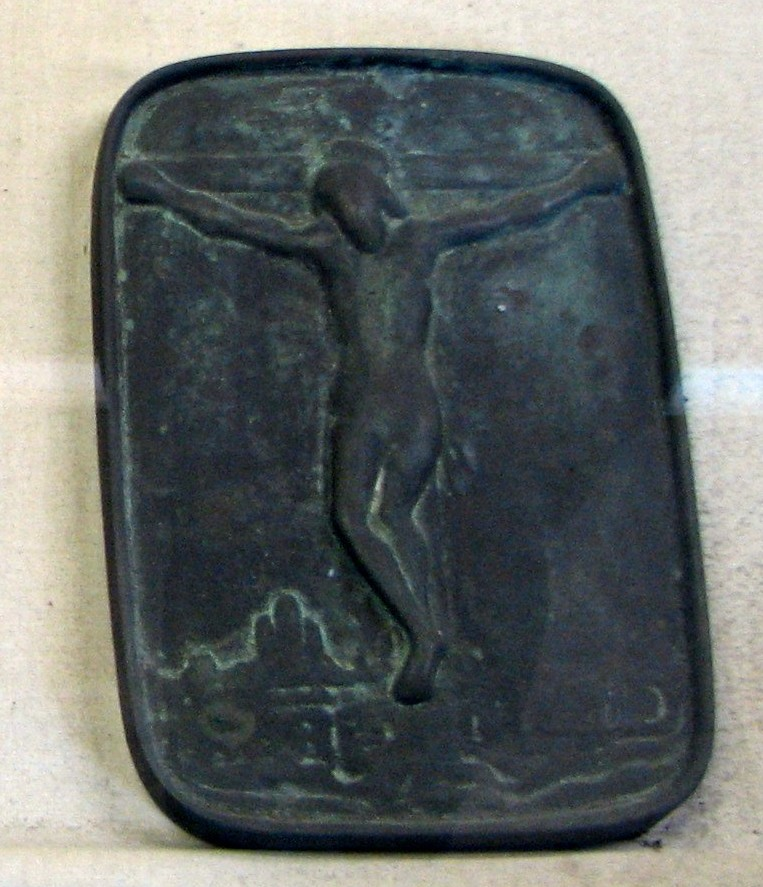
Fumi-e con la imagen de Cristo, usado para revelar a los practicantes y simpatizantes católicos.

El gobierno japonés usó el fumie para revelar las prácticas católicas y sus simpatizantes. El fumie eran imágenes de Cristo y la Virgen María. Los funcionarios del gobierno hacían que todos pisotearan esas imágenes al inicio del Año nuevo japonés. Las personas que se resistían a pisar las imágenes se identificaron como católicos y luego eran enviados a Nagasaki. La política del gobierno japonés de Edo (Tokio actual) era que apostataran de su fe. Si los católicos se negaban a cambiar de religión eran torturados; muchos de ellos negándose a abandonar su fe fueron ejecutados en el volcán Monte Unzen.
La Rebelión de Shimabara, dirigida por un joven cristiano llamado Amakusa Shiro Tokisada, se llevó a cabo en 1637. La rebelión estalló debido a la crisis económica y la opresión del gobierno, pero más tarde tomó un tono religioso. Aproximadamente 27,000 personas se unieron a la revuelta, pero fue aplastada por el shogunato después de una campaña sostenida ayudado por los holandeses. No se consideran mártires por la Iglesia Católica ya que se levantaron en armas por razones materiales. Muchos japoneses fueron deportados a Macao o a las Filipinas. Muchos macaoenses y mestizos japoneses son los descendientes mestizos de los deportados católicos nipones. 400 fueron deportados oficialmente por el gobierno a Macao y Manila, pero miles de japoneses se vieron presionados a salir del país voluntariamente. Cerca de 10,000 macaoenses y 3,000 japoneses fueron trasladados a Manila.
Los remanentes católicos en Japón fueron a la clandestinidad y sus miembros fueron conocidos como los "cristianos ocultos" (Kakure Kirishitan). Algunos sacerdotes permanecieron ilegalmente en Japón, incluyendo 18 jesuitas, 7 franciscanos, 7 dominicos, 1 agustino, 5 seculares y un número desconocido de los jesuitas irmao y dojuku. Este momento corresponde con la guerra de los Treinta Años (1618-1648) entre católicos y protestantes en Alemania, es posible que el control del poder católico en Europa redujo el flujo de fondos a las misiones en Japón, que explica por qué fracasaron en ese momento y no antes. Durante el período Edo el Kakure Kirishitan mantuvo su fe. Frases bíblicas y oraciones fueron pasados por vía oral de padres a hijos, y mensajes secretos (Mizukata) fueron asignados en su comunidad clandestina para bautizar a sus hijos, mientras que los gobiernos regionales continuamente usaban el fumie para exponer cristianos. Sacada de las historias orales de las comunidades católicas japonesas la aclamada novela de Shūsaku Endō, Silencio proporciona descripciones detalladas de la persecución de las comunidades y la supresión de la Iglesia.
En los tiempos modernos, un instituto cristiano japonés afirma que no hay suficiente evidencia arqueológica que sugiera que misioneros nestorianos (Iglesia asiria) hayan desembarcado por primera vez en Japón en el año 199, con la creencia de que viajaron a través de la India, China y Corea antes de la dinastía Tang. También estima que las primeras iglesias fueron fundadas a finales del siglo IV especialmente en Nara, en el centro de Japón.

## Redescubrimiento y regreso de los misioneros
Japón se vio obligado a abrir contacto con el extranjero por el comodoro estadounidense Matthew Perry en 1853. Se hizo posible para los extranjeros vivir en Japón por el Tratado Harris en 1858. Muchos clérigos cristianos fueron enviados por las iglesias católica, protestantes y ortodoxas, aunque todavía estaba prohibido hacer proselitismo.
En 1865 algunos de los japoneses que vivían en la aldea de Urakami cerca de Nagasaki visitaron la nueva Iglesia de Ōura que había sido construida por la Sociedad de las Misiones Extranjeras de París. Una mujer miembro del grupo habló con un sacerdote francés, Bernard Thadee Petitjean, y confesó que esas familias habían guardado la fe Kirishitan. Los Kirishitan querían ver la estatua de la Virgen con sus propios ojos, y para confirmar que el sacerdote era soltero y realmente era enviado del papa en Roma. Después de esta entrevista muchos Kirishitan fueron hacia Petitjean. Investigó sus organizaciones clandestinas y descubrió que habían mantenido el rito del bautismo y del año litúrgico sin sacerdotes europeos durante casi 250 años. El informe de Petitjean sorprendió al mundo cristiano; el papa Pío IX lo llamó un milagro.
Los edictos del shogunato prohibían el cristianismo, sin embargo, y por lo tanto los cristianos continuaron siendo perseguidos hasta 1867, el último año de su gobierno. Robert Bruce Van Valkenburgh, el ministro-residente de Estados Unidos en Japón, en privado se quejó de esta persecución a los funcionarios estatales de Nagasaki, aunque hubo poca acción para detener la persecución. El posterior gobierno Meiji la continuó inicialmente en este sentido y varios miles de personas fueron exiliadas (Urakami Yoban Kuzure). Después de que los gobiernos europeos y estadounidense comenzaron a criticar verbalmente la persecución, el gobierno japonés se dio cuenta de que tenía que levantar la prohibición a fin de alcanzar sus intereses. En 1873 se derogó la prohibición. Muchos exiliados regresaron y comenzaron la construcción de la Catedral de Urakami, que se completó en 1895.
Más tarde se reveló que decenas de miles de Kirishitan sobrevivían en algunas regiones cerca de Nagasaki. Algunos regresaron oficialmente a la Iglesia católica. Otros se quedaron fuera de la Iglesia y han quedado como Kakure Kirishitan, conservando sus propias creencias tradicionales y sus descendientes afirmando que mantienen la religión de sus antepasados. Sin embargo, se hizo difícil para ellos mantener su comunidad y los rituales, por lo que han convertido al budismo o al sintoísmo con el tiempo. Cuando el Papa Juan Pablo II visitó Nagasaki en 1981, bautizó a algunos jóvenes de familias Kakure Kirishitan, un fenómeno poco frecuente.

## Daimyos Kirishitan
- Ōmura Sumitada, primer señor feudal cristiano (1533-1587)
- Omura Yoshiaki
- Arima Harunobu, nombre cristiano Dom Protasio, señor de Shimabara (1567-1612)
- Arima Naozumi
- Kuroda Yoshitaka, Dom Simeao, un jefe estratega de Hideyoshi.
- Konishi Yukinaga, Dom Agostinho, jefe de campo de Hideyoshi (1556-1600)
- Dom Justo Takayama Ukon, daimyo de Akashi
- Gamō Ujisato (1556-1595)
- Ōtomo Sōrin (大友宗麟) (1530-1587), también conocido como Fujiwara no Yoshishige (藤原義鎮) y Ōtomo Yoshishige (大友義鎮). Nombre cristiano Dom Francisco; conocido como el "Rey de Bungo" por los jesuitas.
- Ōtomo Yoshimune (大友義統), Constantino
- Ōtomo Chikaie (大友親家), Dom Sebastin
- Ōtomo Chikamori (大友親盛)
- Oda Hidenobu, nombre cristiano Pedro
- Tsugaru Nobuhira

## Destacables Kirishitan
- 26 mártires de Japón
- Pablo Miki (1563-1596)
- Amano Motonobu (天野元信)
- Pedro Kasui Kibe (1587-1639)
- Mancio Ito (伊東マンショ Itō Mansho), 伊東祐益 1570-1612
- Julián Nakaura (中浦ジュリアン Nakaura Jurian)
- Martín Hara (原マルチノ Hara Maruchino)
- Miguel Chijiwa (千々石ミゲル Chijiwa Migeru)
- Akashi Takenori
- Hasekura Tsunenaga (支倉常長)
- Naitō Yukiyasu
- Bizen no Gomoji, hija de Hideyoshi (1574-1634)
- Hosokawa Gracia
- Amakusa Shirō

## En la cultura popular
- La novela de Shusaku Endo, Silencio trata de la supresión de las últimas comunidades cristianas japonesas en el siglo XVII.
- En el videojuego de PlayStation 2, Onimusha: Dawn of Dreams, el personaje de padre español y madre japonesa llamado Roberto Fróis es misionero cristiano en Japón.

## Citas
1. 1 2 3 4 5 6 7  «Cristianismo en Japón: los creyentes a los que obligaban a pisotear la imagen de Jesús». BBC. 25 de noviembre de 2019.
2. 1 2 3  Jansen, page 67
3. ↑  Documentos de Japon
4. ↑  Cultural Interactions
5. ↑  Catholic Encyclopedia, Xavier entry
6. ↑  Catholic Forum
7. ↑  Jansen, page 77
8. 1 2 3 4 5 6  Jansen, p. 22
9. ↑  St Francis Xavier and the Shimazu Family
10. ↑  L. Walker, 2002 - Foreign Affairs and Frontiers
11. ↑  Hōryū-ji, Kondō
12. ↑  Hōryū-ji, Gojyūnotō
13. ↑  Cooper, page 160: He recibido información de la promulgación de la ley en tus reinos, es decir, el cristianismo es un truco y engaño por el cual va a superar otros reinos, escribió en una carta a las Filipinas en respuesta a la embajada dirigida por Navarrete Fajardo en 1597. Los misioneros cristianos, en la mente de Hideyoshi, representaban la primera ola de imperialismo europeo.
14. ↑  Toshihiko
15. ↑  Elison, pages 54 and 64
16. ↑  Nosco, 1993
17. ↑  Jansen, pages 67-68
18. ↑  Jansen, page 68
19. ↑  Jansen, 68
20. 1 2  Costa, 2003 - Misericordias
21. ↑  [#Jansen|Jansen], p. 29
22. ↑  Kiernan
23. ↑  [#Jansen|Jansen], pp. 5, 29
24. ↑  Higashibaba, page 139: La banda Kirishitan pasó para llegar a Japón. No sólo han enviado buques mercantes para el intercambio de mercancías, sino también para difundir una doctrina perniciosa para confundir verdadera, por lo que iban a cambiar el gobierno del país. Esto se convertirá en una gran catástrofe. No podemos sino detenerlo.
25. ↑  Shimizu, pages 284–286
26. 1 2  Jansen, page 57
27. ↑  Mullins, 1990
28. 1 2  Jansen, page 58
29. ↑  Catholic Encyclopedia, Japan entry
30. ↑  La isla de Kyushu
31. ↑  Keikyo
32. ↑  Miyazaki, pp. 282-3
33. ↑  Miyazaki, pp.284-286
34. ↑  Miyazaki, p.287

### Para leer más
En castellano: 
- Lisón Tolosana, Carmelo (2005). La fascinación de la diferencia: La adaptación de los jesuitas al Japón de los samuráis. Akal. ISBN 9788446032960.

En inglés:
- Hall, John Whitney, Whitney Hall (2007). The Cambridge History of Japan. Cambridge University Press. ISBN 0-521-65728-8.
- Turnbull, Stephen (1998). The Kakure Kirishitan of Japan: A Study of Their Development, Beliefs and Rituals to the Present Day. RoutledgeCurzon. ISBN 1-873410-70-0.
- Higashibaba, Ikuo (2002). Christianity in Early Modern Japan: Kirishitan Belief and Practice. Brill Academic Publishers. ISBN 90-04-12290-7.
- Junji, Kawashima (1998). Kanto heiya no kakure Kirishitan. Sakitama Shuppankai. ISBN 4-87891-341-X.
- Elisonas, Jurgis S. A. (2007). «Journey to the West». Japanese Journal of Religious Studies (Nanzan Institute for Religion and Culture) 34 (1): 27-66.
- Kitagawa, Tomoko (2007). «The Conversion of Hideyoshi’s Daughter Gō». Japanese Journal of Religious Studies (Nanzan Institute for Religion and Culture) 34 (1): 9-25.
- Wakakuwa, Midori (2005). Quattro Ragazzi: Tenshō Mission of Youths and the Imperial World. Shūei-sha.
- Cooper, Michael (2005). The Japanese Mission to Europe, 1582–1590; The journey of Four Samurai Boys through Portugal, Spain and Italy. Global Oriental Ltd. ISBN 1-901903-38-9.
- Secretariat, General (2007). «AN OVERVIEW OF THE HISTORY OF THE CATHOLIC CHURCH IN JAPAN, 1543-1944». Catholic Bishops' Conference of Japan. Consultado el 22 de diciembre de 2007.
- Eishiro, Ito (2007). «Unveiling Histories of the Tohoku District; Juan Goto and Crypto-Christians». IWATE PREFECTURAL UNIVERSITY. Consultado el 22 de diciembre de 2007.
- Boxer Charles R. & J. S. Cummins, 'The Dominican mission in Japan (1602–1622), 1963
- __________. The Christian Century in Japan. 3rd edition. Manchester: Carcanet, 1993.
- Murai Shōsuke y “Tanegashima: The Arrival of Europe in Japan”. Bulletin of Portuguese/Japanese Studies 8: 93–106 2004.
- Costa, João Paulo Oliveira 'Portugal e o Japão: O século namban', Lisbon: Imprensa Nacional and 'The misericordias among Japanese Christian communities in the 16th and 17th centuries'. Bulletin of Portuguese/Japanese Studies 5: 67–79. 2003 and Tokugawa Ieyasu and the Christian daimyo during the crisis of 1600. Bulletin of Portuguese/Japanese Studies 7: 45–71.
- Elison, George The Image of Christianity in Early Modern Japan. Cambridge Mass.1973 Deus Destroyed: Council of East Asian Studies, Harvard University.
- Fróis, Luís, SJ Historia de Japam. José Wicki, SJ, ed., 5 vols. Lisbon: Biblioteca Nacional 1976–1984.
- Fujita, Neil Japan’s Encounter with Christianity: The Catholic Mission in Pre-modern Japan. New York: Paulist Press 1991.
- Sá, Isabel dos Guimarães Quando o rico se faz pobre: Misericórdias, caridade e poder no império português 1500–1800. Lisbon: Comissão Nacional para as Comemorações dos Descobrimentos Portugueses, 1997 and Francis Xavier, His Times His Life. 4 vols. Rome: Jesuit Historical Institute.